# Pucciniomicets
Els pucciniomicets (Pucciniomycetes, abans coneguts com a Urediniomycetes) són una classe de fongs basidiomicots de la subdivisió Pucciniomycotina. Aquesta classe conté 5 ordres, 21 famílies, 190 gèneres i 8.016 espècies. Inclou diversos fitopatògens importants que causen el rovell.

## Característiques
Els pucciniomicets no desenvolupen un basidiocarp, la cariogàmia ocorre en una espora dorment (teliòspora), i la meiosi ocorre amb la germinació de la teliòspora. La mannosa és el principal carbohidrat de la paret cel·lular, la xilosa no és present.

## Taxonomia
La classe Pucciniomycetes inclou cinc ordres, per bé que més del 95% de les espècies pertanyen a l'odre dels puccinials:
- Ordre Helicobasidiales
- Ordre Pachnocybales
- Ordre Platygloeales
- Ordre Pucciniales
- Ordre Septobasidiales

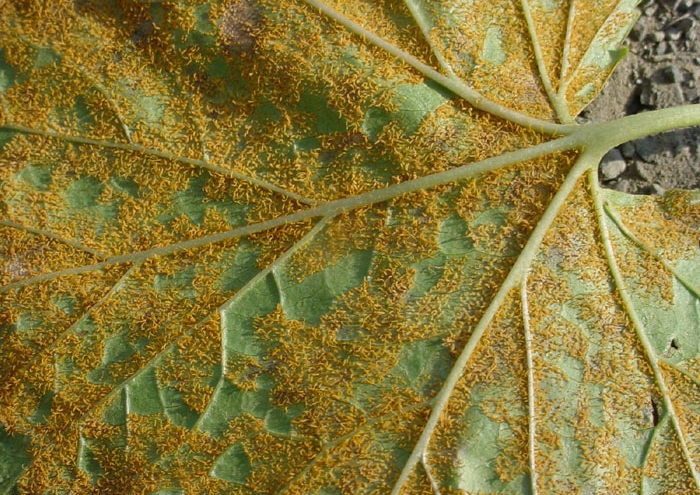
Cronartium ribicola
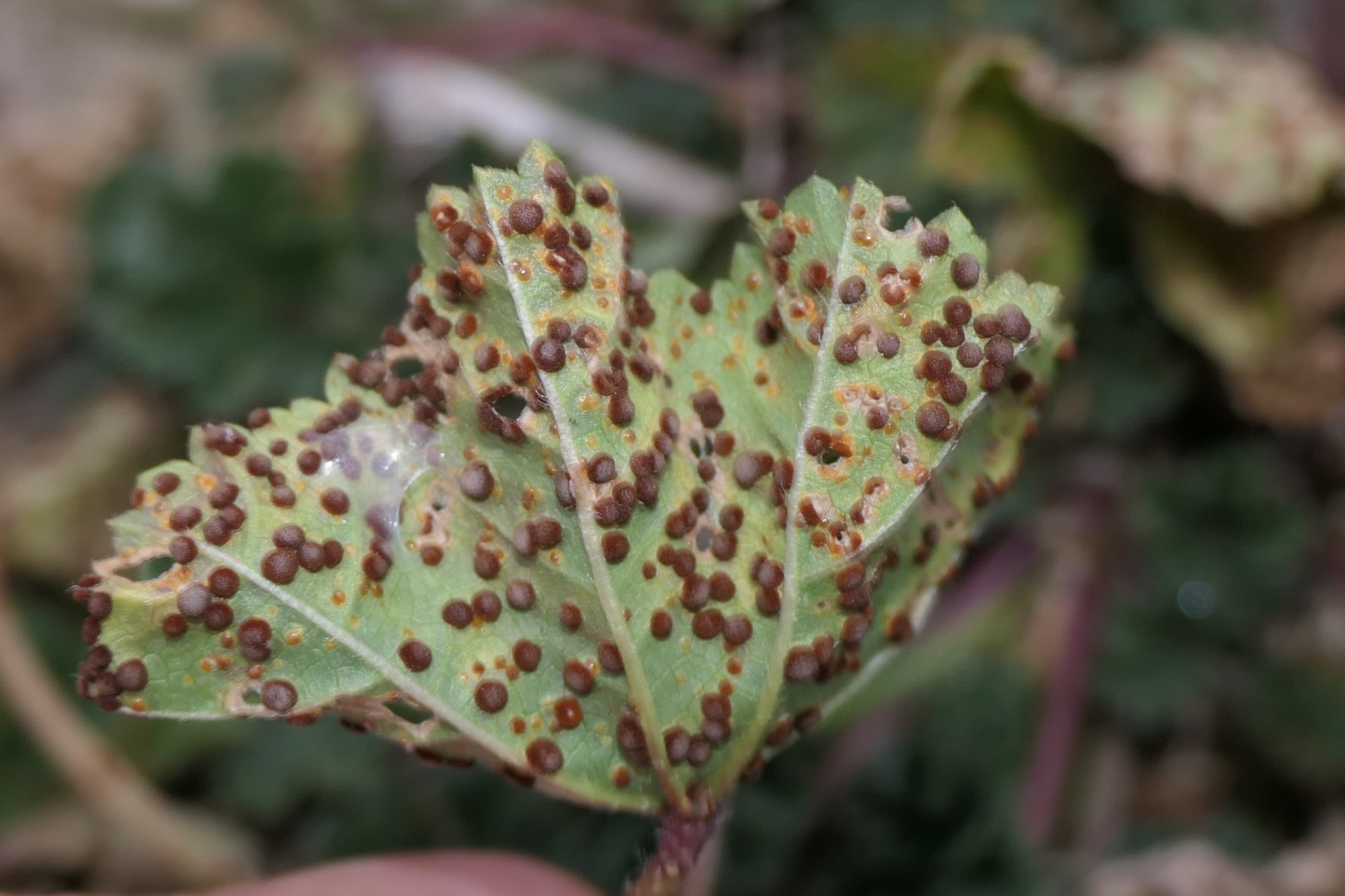
Puccinia malvacearum
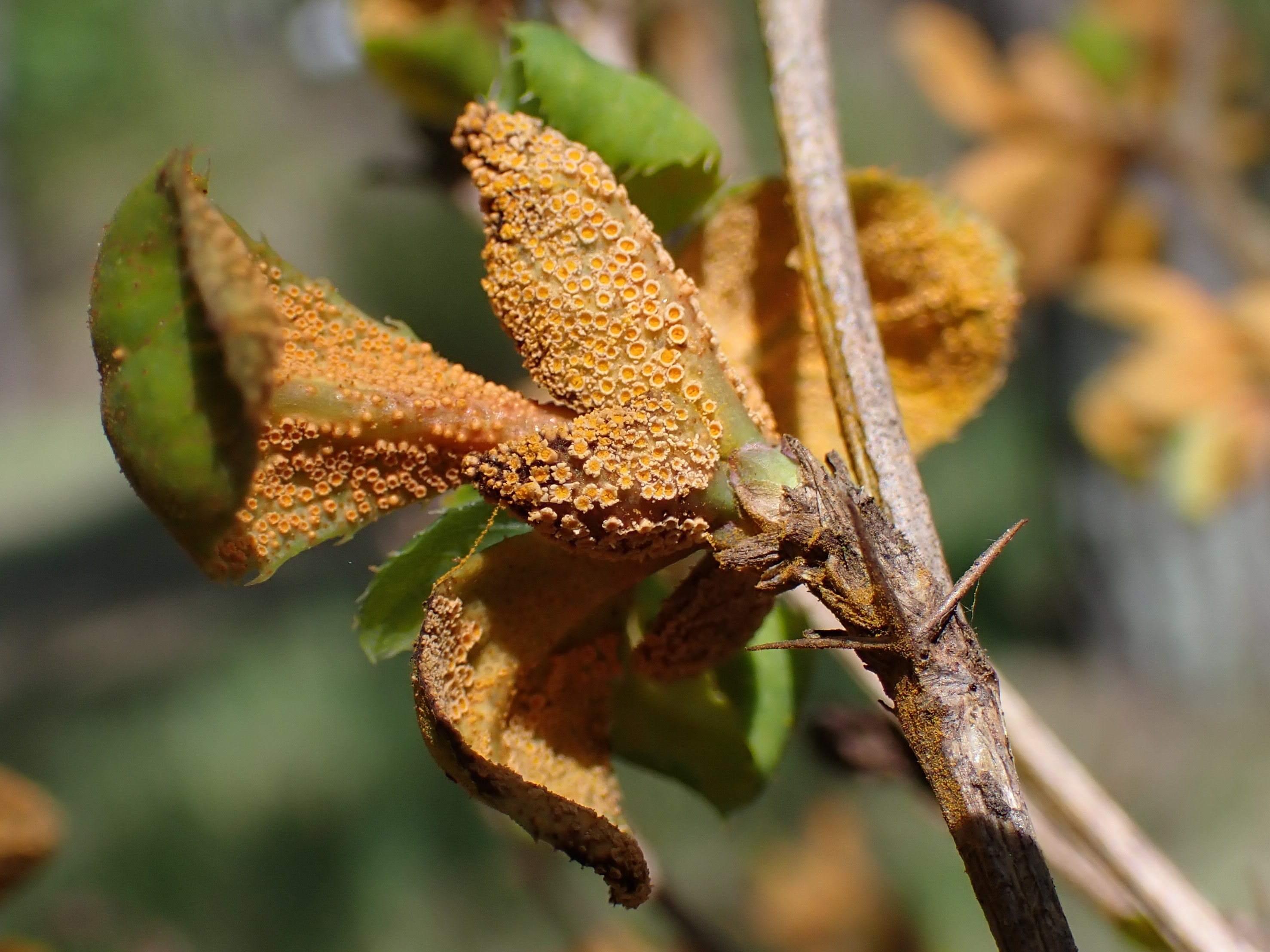
Puccinia graminis sobre Berberis vulgaris
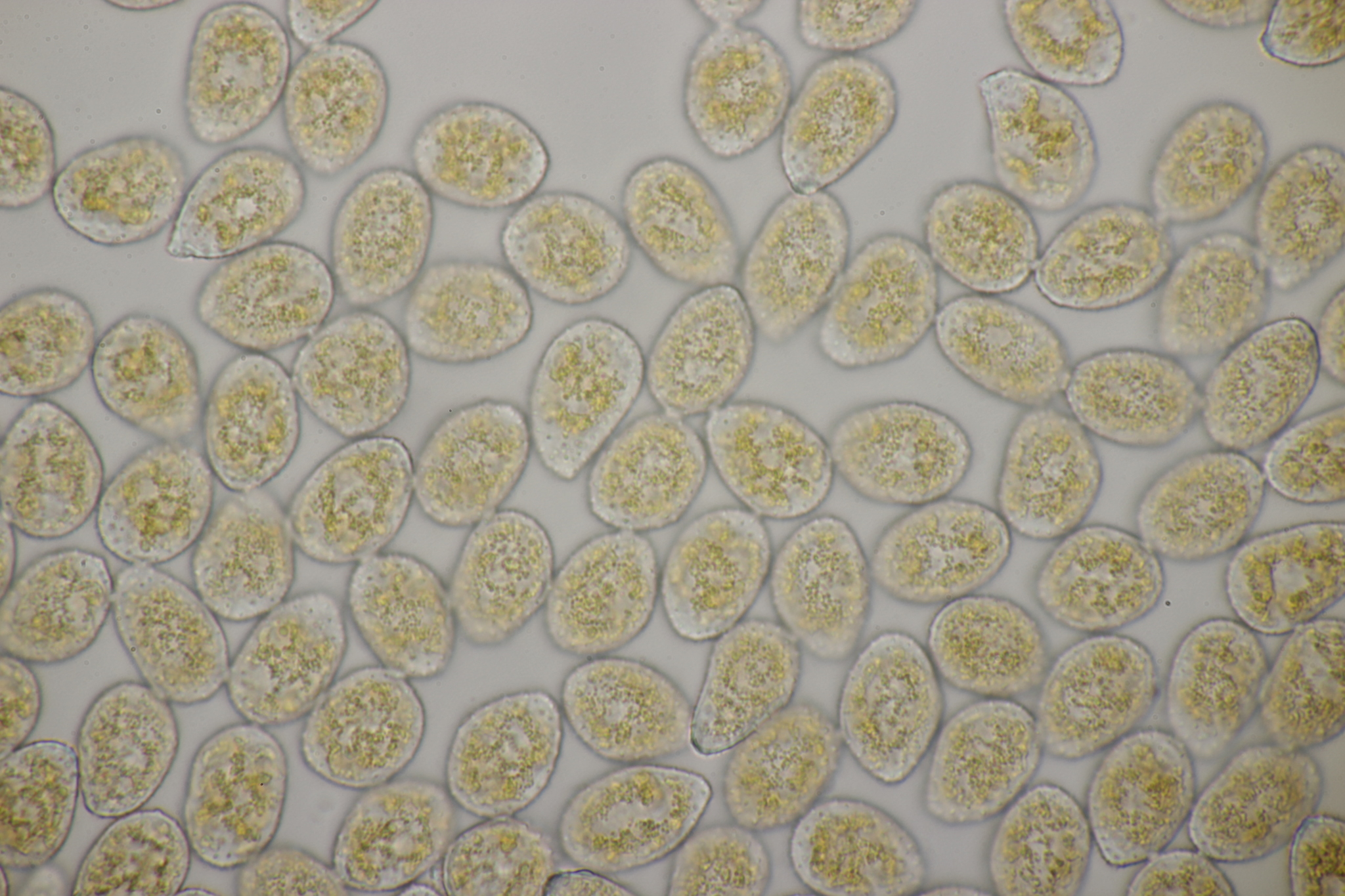
Pucciniastrum epilobii